# 유수프 하지
유수프 하지 (Youssouf Hadji, 1980년 2월 25일 ~ )는 모로코의 전 축구 선수로, 현역 시절 포지션은 공격형 미드필더였다.

## 수상

### AS 낭시
- 리그 2 : 2015–16